# Tout l'univers
Tout l'Univers är en låt från 2021 framförd av Gjon's Tears. Låten representerade Schweiz i Eurovision Song Contest 2021 i Rotterdam, Nederländerna efter att den schweiziska radio- och tv-sändningsorganisationen (SRG SSR) bekräftade att Tout l'Univers skulle representera Schweiz.